# Scheloribates rakhali
Scheloribates rakhali är en kvalsterart som beskrevs av Pranabes Sanyal 1992. Scheloribates rakhali ingår i släktet Scheloribates och familjen Scheloribatidae. Inga underarter finns listade i Catalogue of Life.